# Ади Баркан
Ади Баркан (на английски: Ady Barkan) е американски общественик.
Роден е на 18 декември 1983 година в Бостън в еврейско семейство на имигранти от Румъния и Израел, но израства в Калифорния. През 2006 година завършва Колумбийския университет, а през 2010 година – право в Йейлския университет. От рано ангажиран с Демократическата партия, той става широко известен с кампаниите си по различни теми, най-вече за разширяване на публичното финансиране на здравеопазването.